# Vilarinho de Agrochão
Vilarinho de Agrochão é uma povoação portuguesa sede da Freguesia de Vilarinho de Agrochão do Município de Macedo de Cavaleiros, freguesia com 13,84 km² de área e 216 habitantes (censo de 2021), tendo, por isso, uma densidade populacional de 15,6 hab./km².

## Demografia
A população registada nos censos foi:
| Distribuição da População por Grupos Etários | Distribuição da População por Grupos Etários | Distribuição da População por Grupos Etários | Distribuição da População por Grupos Etários | Distribuição da População por Grupos Etários |
| -------------------------------------------- | -------------------------------------------- | -------------------------------------------- | -------------------------------------------- | -------------------------------------------- |
| Ano                                          | 0-14 Anos                                    | 15-24 Anos                                   | 25-64 Anos                                   | > 65 Anos                                    |
| 2001                                         | 33                                           | 26                                           | 137                                          | 73                                           |
| 2011                                         | 18                                           | 24                                           | 110                                          | 83                                           |
| 2021                                         | 19                                           | 14                                           | 91                                           | 92                                           |

## História
D. Dinis concedeu carta de foro aos seus vassalos de Agrochão, que herdassem Vilarinho, nos limites com Nozelos (Macedo de Cavaleiros). A carta de Foro  justifica porque o rei lhes concede este privilégio, porque os antepassados haviam rompido as terras, isto é, haviam arroteado do maninho e tornado as terras produtivas. Esses povoadores tinham de pagar no celeiro de Nozelos ao rei cada ano senhos (simples) quartos de pão e quando plantassem vinhas, senhos (simples) quartos de vinho. A renda era a igual à que tinham feito ao fidalgo que possuiu a terra, D. Rodrigo. A carta de foro foi outorgada em 5 de julho de 1288. 

## Património
- Igreja de Santo Antão de Vilarinho de Agrochão - Imóvel de interesse público
- Solar de Vilarinho de Agrochão